# Juan Miranda
Juan Miranda González (Olivares, 19 gennaio 2000) è un calciatore spagnolo, difensore del Bologna.

## Caratteristiche tecniche
Terzino sinistro che predilige la fase di spinta, è dotato di una potente progressione palla al piede favorita dal fisico imponente. Bravo nei colpi di testa sia in fase difensiva sia in fase offensiva, può essere impiegato anche come centrale di sinistra in una difesa a 3. Viene paragonato a Marcos Alonso. Ottimo palleggiatore, rappresenta un pericolo per le difese avversarie per le sue doti nel fornire passaggi e assist, nel penetrare in area di rigore e arrivare in zona gol. È meno efficace come realizzatore e nella fase difensiva.

## Carriera

### Club

#### Inizi, Barcellona e prestito allo Schalke 04
Dopo aver iniziato a giocare a calcio nelle giovanili del Betis, all'età di 14 anni viene acquistato dal Barcellona.
Il 31 ottobre 2018 ha esordito in prima squadra disputando l'incontro di Coppa del Re vinto 1-0 contro il Leonesa. L'11 dicembre seguente ha invece debuttato in UEFA Champions League giocando da titolare l'incontro della fase a gironi pareggiato 1-1 contro il Tottenham. Conclude il suo primo anno da professionista con 4 presenze totali, vincendo campionato e Supercoppa.
Il 30 agosto 2019 viene ceduto in prestito biennale allo Schalke 04. Il 15 dicembre debutta in Bundesliga contro l'Eintracht Francoforte. Non riuscendo a trovare spazio con il club tedesco, il 1º luglio 2020 il Barcellona interrompe in anticipo l'accordo stabilito.

#### Betis
Il 5 ottobre 2020, Miranda ritorna al Betis, a cui viene ceduto in prestito con diritto di riscatto. Il 6 dicembre seguente, realizza contro l'Osasuna la sua prima rete da professionista. Al termine della stagione, viene riscattato dal club biancoverde, firmando un contratto triennale, con un diritto del 40% su una futura rivendita a favore del Barcellona. Il 24 aprile 2022, durante la finale della Coppa del Re contro il Valencia, segna il tiro di rigore decisivo che consente al Betis di vincere il loro primo trofeo dopo 17 anni.
Miranda lascia il club andaluso al termine della stagione 2023-2024, non avendo trovato un accordo per rinnovare il proprio contratto in scadenza.

#### Bologna
Il 3 luglio 2024, viene ingaggiato a parametro zero dal Bologna, squadra militante in Serie A, con cui firma un contratto triennale, con opzione per un'ulteriore stagione. Esordisce con i felsinei ed al contempo in serie A il 18 agosto durante la prima di campionato contro l'Udinese, subentrando nel secondo tempo a Charalampos Lykogiannis.

## Statistiche

### Presenze e reti nei club
Statistiche aggiornate al 18 maggio 2025.
| Stagione        | Squadra         | Campionato      | Campionato | Campionato | Coppe nazionali | Coppe nazionali | Coppe nazionali | Coppe continentali | Coppe continentali | Coppe continentali | Altre coppe | Altre coppe | Altre coppe | Totale | Totale |
| Stagione        | Squadra         | Comp            | Pres       | Reti       | Comp            | Pres            | Reti            | Comp               | Pres               | Reti               | Comp        | Pres        | Reti        | Pres   | Reti   |
| --------------- | --------------- | --------------- | ---------- | ---------- | --------------- | --------------- | --------------- | ------------------ | ------------------ | ------------------ | ----------- | ----------- | ----------- | ------ | ------ |
| 2018-2019       | Barcellona      | PD              | 0          | 0          | CR              | 3               | 0               | UCL                | 1                  | 0                  | SS          | 0           | 0           | 4      | 0      |
| 2019-2020       | Schalke 04      | BL              | 11         | 0          | CG              | 1               | 0               | -                  | -                  | -                  | -           | -           | -           | 12     | 0      |
| 2020-2021       | Betis           | PD              | 22         | 1          | CR              | 3               | 1               | -                  | -                  | -                  | -           | -           | -           | 25     | 2      |
| 2021-2022       | Betis           | PD              | 13         | 0          | CR              | 3               | 0               | UEL                | 7                  | 1                  | -           | -           | -           | 23     | 1      |
| 2022-2023       | Betis           | PD              | 21         | 3          | CR              | 2               | 0               | UEL                | 7                  | 0                  | SS          | 1           | 0           | 31     | 3      |
| 2023-2024       | Betis           | PD              | 25         | 1          | CR              | 2               | 0               | UEL+UECL           | 3+2                | 1+0                | -           | -           | -           | 32     | 2      |
| Totale Betis    | Totale Betis    | Totale Betis    | 81         | 5          |                 | 10              | 1               |                    | 19                 | 2                  |             | 1           | 0           | 111    | 8      |
| 2024-2025       | Bologna         | A               | 31         | 0          | CI              | 2               | 0               | UCL                | 5                  | 0                  | -           | -           | -           | 38     | 0      |
| 2025-2026       | Bologna         | A               | -          | -          | CI              | -               | -               | UEL                | -                  | -                  | SI          | -           | -           | -      | -      |
| Totale Bologna  | Totale Bologna  | Totale Bologna  | 31         | 0          |                 | 2               | 0               |                    | 5                  | 0                  |             | -           | -           | 38     | 0      |
| Totale carriera | Totale carriera | Totale carriera | 123        | 5          |                 | 16              | 1               |                    | 25                 | 2                  |             | 1           | 0           | 165    | 8      |

### Cronologia presenze e reti in nazionale
| Cronologia completa delle presenze e delle reti in nazionale ― Spagna | Cronologia completa delle presenze e delle reti in nazionale ― Spagna | Cronologia completa delle presenze e delle reti in nazionale ― Spagna | Cronologia completa delle presenze e delle reti in nazionale ― Spagna | Cronologia completa delle presenze e delle reti in nazionale ― Spagna | Cronologia completa delle presenze e delle reti in nazionale ― Spagna | Cronologia completa delle presenze e delle reti in nazionale ― Spagna | Cronologia completa delle presenze e delle reti in nazionale ― Spagna |
| Data                                                                  | Città                                                                 | In casa                                                               | Risultato                                                             | Ospiti                                                                | Competizione                                                          | Reti                                                                  | Note                                                                  |
| --------------------------------------------------------------------- | --------------------------------------------------------------------- | --------------------------------------------------------------------- | --------------------------------------------------------------------- | --------------------------------------------------------------------- | --------------------------------------------------------------------- | --------------------------------------------------------------------- | --------------------------------------------------------------------- |
| 8-6-2021                                                              | Leganés                                                               | Spagna                                                                | 4 – 0                                                                 | Lituania                                                              | Amichevole                                                            | 1                                                                     | 45’                                                                   |
| Totale                                                                |                                                                       | Presenze                                                              | 1                                                                     |                                                                       | Reti                                                                  | 1                                                                     |                                                                       |

| Cronologia completa delle presenze e delle reti in nazionale ― Spagna olimpica | Cronologia completa delle presenze e delle reti in nazionale ― Spagna olimpica | Cronologia completa delle presenze e delle reti in nazionale ― Spagna olimpica | Cronologia completa delle presenze e delle reti in nazionale ― Spagna olimpica | Cronologia completa delle presenze e delle reti in nazionale ― Spagna olimpica | Cronologia completa delle presenze e delle reti in nazionale ― Spagna olimpica | Cronologia completa delle presenze e delle reti in nazionale ― Spagna olimpica | Cronologia completa delle presenze e delle reti in nazionale ― Spagna olimpica |
| Data                                                                           | Città                                                                          | In casa                                                                        | Risultato                                                                      | Ospiti                                                                         | Competizione                                                                   | Reti                                                                           | Note                                                                           |
| ------------------------------------------------------------------------------ | ------------------------------------------------------------------------------ | ------------------------------------------------------------------------------ | ------------------------------------------------------------------------------ | ------------------------------------------------------------------------------ | ------------------------------------------------------------------------------ | ------------------------------------------------------------------------------ | ------------------------------------------------------------------------------ |
| 22-7-2021                                                                      | Sapporo                                                                        | Egitto olimpica                                                                | 0 – 0                                                                          | Spagna olimpica                                                                | Olimpiadi 2020 - 1º turno                                                      | -                                                                              |                                                                                |
| 31-7-2021                                                                      | Rifu                                                                           | Spagna olimpica                                                                | 5 – 2 dts                                                                      | Costa d'Avorio olimpica                                                        | Olimpiadi 2020 - Quarti di finale                                              | -                                                                              | 105’                                                                           |
| 3-8-2021                                                                       | Saitama                                                                        | Giappone olimpica                                                              | 0 – 1 dts                                                                      | Spagna olimpica                                                                | Olimpiadi 2020 - Semifinale                                                    | -                                                                              | 75’                                                                            |
| 7-8-2021                                                                       | Yokohama                                                                       | Brasile olimpica                                                               | 2 – 1 dts                                                                      | Spagna olimpica                                                                | Olimpiadi 2020 - Finale                                                        | -                                                                              | 60’                                                                            |
| 24-7-2024                                                                      | Parigi                                                                         | Uzbekistan olimpica                                                            | 1 – 2                                                                          | Spagna olimpica                                                                | Olimpiadi 2024 - 1º turno                                                      | -                                                                              |                                                                                |
| 27-7-2024                                                                      | Bordeaux                                                                       | Rep. Dominicana olimpica                                                       | 1 – 3                                                                          | Spagna olimpica                                                                | Olimpiadi 2024 - 1º turno                                                      | -                                                                              | 66’                                                                            |
| 30-7-2024                                                                      | Bordeaux                                                                       | Spagna olimpica                                                                | 1 – 2                                                                          | Egitto olimpica                                                                | Olimpiadi 2024 - 1º turno                                                      | -                                                                              | 68’                                                                            |
| 2-8-2024                                                                       | Lione                                                                          | Giappone olimpica                                                              | 0 – 3                                                                          | Spagna olimpica                                                                | Olimpiadi 2024 - Quarti di finale                                              | -                                                                              |                                                                                |
| 5-8-2024                                                                       | Marsiglia                                                                      | Marocco olimpica                                                               | 1 – 2                                                                          | Spagna olimpica                                                                | Olimpiadi 2024 - Semifinale                                                    | -                                                                              | 61’                                                                            |
| 9-8-2024                                                                       | Parigi                                                                         | Francia olimpica                                                               | 3 – 5 dts                                                                      | Spagna olimpica                                                                | Olimpiadi 2024 - Finale                                                        | -                                                                              | 90+2’ 98’                                                                      |
| Totale                                                                         |                                                                                | Presenze                                                                       | 10                                                                             |                                                                                | Reti                                                                           | 0                                                                              |                                                                                |

## Palmarès

### Club

#### Competizioni giovanili
- UEFA Youth League: 1

Barcellona: 2017-2018

#### Competizioni nazionali
- Supercoppa di Spagna: 1

Barcellona: 2018
- Campionato spagnolo: 1

Barcellona: 2018-2019
- Coppa di Spagna: 1

Betis: 2021-2022
- Coppa Italia: 1

Bologna: 2024-2025

### Nazionale
- Campionato d'Europa Under-17: 1

Croazia 2017
- Giochi del Mediterraneo: 1

 Tarragona 2018
- Campionato d'Europa Under-19: 1

Armenia 2019
- Argento olimpico: 1

Tokyo 2020
- Oro olimpico: 1

Parigi 2024

### Individuale
- Squadra del torneo degli Europei Under-19:

Armenia 2019
- Squadra del torneo degli Europei Under-21:

Romania-Georgia 2023